# Кочережко Нарцис Якович
Нарцис Якович Кочережко (11 квітня 1931 , Вишнопіль, Тальнівський район, Українська СРР, СРСР  — 14 червня 2015 , Київ ) — український маляр-монументаліст, декоратор, графік, літератор і мистецтвознавець.

## З життєпису
Закінчив Київське училище прикладного мистецтва (1953). Вчителі з фаху — Д. Шавикін, Г. Журман.
Працював у галузі плаката та монументально-декоративного мистецтва. Основні твори:
- «Готуй сани влітку» (1960)
- «В кожну зернину вкладено труд» (1961)
- «Разом з сонечком вставали» (1962)
- «Коротко і ясно…» (у співавторстві з Є. Саренком) (1963)
- мозаїчне панно «Відпочинок» в інтер'єрі машзаводу в м. Карлівці Полтавської обл. (1969)
- триптих «Хасиди в Умані» (1992)
- «В горах Австрії» (1994)
- «Осінній мотив» (1995)
- «Древній храм на Кіпрі» (1999)
- «Ново-Зеландський пейзаж» (1999)

Брав участь у виставках: республіканських з 1960, всесоюзних з 1963, зарубіжних з 1959. Член Спілки Художників України (1964).
Нарціс Кочережко. Сонячні барви. Київ, Веселка, 1978 [Архівовано 6 квітня 2019 у Wayback Machine.].
Внучатий племінник художника Івана Їжакевича.